# Sergi Portabella
Sergi Portabella (Barcelona, 1980) és un guionista i director de cinema català. La seva obra artística sobresurt per explicar històries a través de personatges amb una aura de cultura i referències conceptuals i visuals. L'any 2018, va presentar el seu primer llargmetratge, Jean-François i el sentit de la vida, sobre la vicissituds de l'existència a partir de la lectura per part del jove protagonista d'El mite de Sísif d'Albert Camus. La pel·lícula fou nominada a l'11a edició dels Premis Gaudí al millor film.

## Filmografia
- 2018: Jean-François i el sentit de la vida[4][5]
- 2016: Food First (curtmetratge)
- 2013: La fi del món serà al Brasil (curtmetratge, guionista)
- 2012: Kubala, Moreno i Manchón (Sèrie de televisió, 3 capítols) 
  - «Acaba de guanyar un milió d'euros!»
  - «Coix o mentider»
  - «Comptes pendents» (guionista)

- 2010: The Astronaut on the Roof (curtmetratge)
- 2009: T'estimo (curtmetratge, guionista)
- 2007: Nàufrags (sèrie de televisió)
- 2006: Autoajuda (curtmetratge, guionista)
- 2004: Requiem (curtmetratge)